# Климчук, Василий Анатольевич
Василий Анатольевич Климчук (род. 26 апреля 1971, Гайсин, Винницкая область) — украинский журналист, телеведущий и медиаменеджер. Заслуженный журналист Украины (2007).

## Биография
В 1996 году окончил Институт журналистики Киевского университета им. Т.Шевченко. Стажировался в Информационном департаменте правительства США, редакция «Окно в Америку» в Вашингтоне (1996). Владеет английским языком. Специализация — международная журналистика, информационно-развлекательные программы живого эфира.
С апреля 1992 — ведущий программ «Укртелефильм».
1992 — УТ-3, ведущий программ.
1994 — Государственная телерадиокомпания Украины, специальный корреспондент,
1995 — Национальная телекомпания Украины, заведующий редакцией и ведущий программы «Доброе утро, Украина!» ТПО «УТН» (Творческое производственное объединение «Украинские телевизионные новости»)
1996 — Национальная телекомпания Украины, заведующий отделом информации ТПО «УТН»
1997—2008 — Национальная телекомпания Украины (с 2001 г. — ТРК «Эра») — заведующий редакции, генеральный продюсер и ведущий программы «Доброе утро, Украина!».
2009 — Кировоградская Областная Государственная ТРК: автор, ведущий и продюсер программы «По кировоградскому времени»
2010 — Киевская Государственная Региональная ТРК: автор и ведущий проекта «Рано утром».
2012 — директор парламентского телеканала «Рада»
2013 — генеральный директор телеканала «Ukrainian Fashion»
2017 — блогер, автор и ведущий своего собственного YouTube-канала «Василь Климчук».

## Награды и отличия
- 2003 — обладатель титула «Человек года» в номинации «Журналист года в области электронных СМИ»
- 2007 — Заслуженный журналист Украины